# Remigia frugalis
Remigia frugalis là một loài bướm đêm trong họ Erebidae.

## Hình ảnh

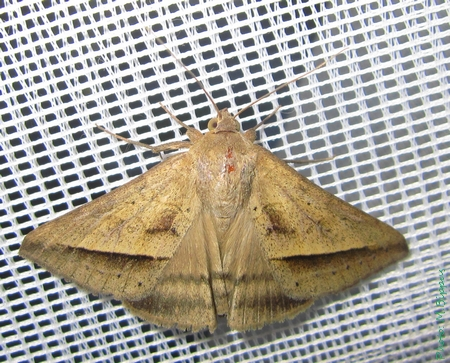